# Virginia Jetzt!
Virginia Jetzt! va ser un grup d'indie pop alemany del poble d'Elsterwerda en Brandenburg nascut el 1999 amb base a Berlín. Formen part de la "Neue" Neue Deutsche Welle com Astra Kid o Wir sind Helden. Són coneguts per les seues melodies suaus amb lletres sobre la joventut, la vida i la música. Es van donar a conèixer amb el seu disc "Wer hat Angst vor Virginia Jetzt!" (Qui té por dels Virginia Jetzt!). El 2004 van traure el seu segon disc anomenat "Anfänger" (Principiant), el gener del 2007 el seu tercer disc anomenat "Land Unter" (Sota terra) i a l'agost del 2009 el seu darrer disc "Blühende Landschaften" (Paisatges florits). El grup va donar el seu últim concert a Berlín al 22 d'octubre de 2010 sent el seu últim concert de la gira de comiat (Abschiedtour - Alles hat ein Ende).

## Discografia

### Àlbums
- Virginia jetzt! EP (2000)
- Pophymnen EP (2001)
- Wer hat Angst vor Virginia Jetzt! (2003)
- Anfänger (2004)
- Anfänger Tour Edition (2005)
- Land Unter (2007)
- Blühende Landschaften (2009)